# Ely
Pour les articles homonymes, voir Ely (homonymie).
Ely (Eliensis en latin) est une ville britannique située dans le Cambridgeshire sur la rive gauche de la Great Ouse à 14 miles (23 km) au nord-est de Cambridge. La ville d'Ely a le statut de cité. Elle comptait 15 102 habitants en 2001 et est la troisième plus petite cité d'Angleterre.

## Histoire
Point haut dans les Fens (zone marécageuse) Ely a été le siège d'une abbaye très ancienne et très riche, dotée d'un vignoble qui est le vignoble le plus septentrional que mentionne le Domesday book, en 1087.
Oliver Cromwell y a résidé de nombreuses années et sa maison (qui se trouve sur la Church Lane, en plein centre de Ely) peut être visitée.

### La cathédrale d'Ely
Une des plus anciennes cathédrales britanniques, la cathédrale de la Sainte-et-Indivisible-Trinité se trouve à Ely ; elle a été fondée en 1109.
La cathédrale d'Ely figure sur la pochette du disque The Division Bell des Pink Floyd (1994).

## Jumelage
Ely est jumelée avec les villes de : 
- Orsay en Essonne (France).
- Ribe (Danemark) depuis 1956[2],[3]

## Démographie
| Population historique de Ely |      |      |      |      |      |      |      |       |       |       |        |
| Année                        | 1801 | 1811 | 1821 | 1831 | 1841 | 1851 | 1861 | 1871  | 1881  | 1891  | 1901   |
| Population                   | 3948 | 4249 | 5079 | 6189 | 6849 | 7632 | 7982 | 8166  | 8171  | 8017  | 7803   |
| Année                        | 1911 | 1921 | 1931 | 1941 | 1951 | 1961 | 1971 | 1981  | 1991  | 2001  | 2011   |
| Population                   | 7917 | 7690 | 8381 | WW2  | 9988 | 9803 | 9966 | 10392 | 11291 | 15102 | 20 256 |
| Census: 1801–2001            |      |      |      |      |      |      |      |       |       |       |        |

## Personnalités liées à la ville
- Julie Cox (1973-), actrice, y est née ;
- William Ellis (1756-1785), médecin, peintre et explorateur, y est né ;
- Etheldrède d'Ély (vers 630 - 679), sainte chrétienne anglo-saxonne très populaire, fêtée le 23 juin, abbesse d'Ely, y est morte ;
- Néel d'Ely (vers 1100-1169), trésorier du royaume puis évêque d'Ely de 1133 à sa mort ;
- Sexburge d'Ely (?-vers 700), princesse, sœur de Etheldrède d'Ély, sainte chrétienne, et abbesse d'Ely ;
- Simon MacCorkindale (1952-2010), acteur, réalisateur, scénariste et producteur, y est né ;
- Guy Pearce, acteur et musicien australien, né à Ely le 5 octobre 1967
- Christopher Tye, compositeur, organiste et chef de chœur britannique du XVIe siècle
- Clive Woodward, joueur de Rugby à XV et sélectionneur de l'équipe d'Angleterre